# Tour de l'Ain 2005
La 17e édition de la course cycliste Tour de l'Ain a eu lieu du 7 août au 10 août 2005.

## Présentation

### Équipes
| ProTeams (7)- Bouygues Télécom - Cofidis-Le Crédit par Téléphone - Crédit Agricole - Davitamon-Lotto - Discovery Channel - La Française des jeux - Quick Step-Innergetic Équipes continentales professionnelles (3)- AG2R Prévoyance - Agritubel - RAGT Semences Équipes continentales (6)- Auber 93 - Bretagne-Jean Floc'h - Capec - Jartazi Revor - Rabobank Continental - TIAA - CREF |
| |

## Étapes
| Étape     | Date    | Villes étapes                   | type | Distance (km) | Vainqueur d'étape | Leader du classement général |
| --------- | ------- | ------------------------------- | ---- | ------------- | ----------------- | ---------------------------- |
| 1re étape | 7 août  | Saint-Vulbas – Lagnieu          |      | 147           | Cristian Moreni   |                              |
| 2e étape  | 8 août  | Pont-d'Ain – Ceyzériat          |      | 165           | Leonardo Duque    |                              |
| 3e étape  | 9 août  | Belley – col du Grand Colombier |      | 140           | Carl Naibo        |                              |
| 4e étape  | 10 août | Saint-Genis-Pouilly – Lélex     |      | 126           | Samuel Plouhinec  | Carl Naibo                   |

## Déroulement de la course

### 1reétape
| \| Classement de l'étape \| Classement de l'étape \| Classement de l'étape \| Classement de l'étape \| Classement de l'étape \| \| Coureur \| Coureur \| Pays \| Équipe \| Temps \| \| --------------------- \| --------------------- \| --------------------- \| --------------------- \| --------------------- \| \| 1er \| Cristian Moreni \| Italie \| Quick Step-Innergetic \| 3 h 25 min 45 s \| \| 2e \| Francesco Bellotti \| Italie \| Crédit Agricole \| + 0 s \| \| 3e \| Ludovic Turpin \| France \| AG2R Prévoyance \| + 0 s \| \| 4e \| Preben Van Hecke \| Belgique \| Davitamon-Lotto \| + 0 s \| \| 5e \| Sébastien Minard \| France \| RAGT Semences \| + 5 s \| \| 6e \| Eugen Wacker \| Kirghizistan \| \| + 5 s \| \| 7e \| Samuel Dumoulin \| France \| AG2R Prévoyance \| + 32 s \| \| 8e \| Rémy Di Grégorio \| France \| La Française des jeux \| + 32 s \| \| 9e \| Léon van Bon \| Pays-Bas \| Davitamon-Lotto \| + 32 s \| \| 10e \| Julien Mazet \| France \| Auber 93 \| + 32 s \| |                    |              |                       |                 |
| |                    |              |                       |                 |
| Sources : ProCyclingStats Cycling Archives |                    |              |                       |                 |
| Classement de l'étape |                    |              |                       |                 |
| Coureur | Coureur            | Pays         | Équipe                | Temps           |
| 1er | Cristian Moreni    | Italie       | Quick Step-Innergetic | 3 h 25 min 45 s |
| 2e | Francesco Bellotti | Italie       | Crédit Agricole       | + 0 s           |
| 3e | Ludovic Turpin     | France       | AG2R Prévoyance       | + 0 s           |
| 4e | Preben Van Hecke   | Belgique     | Davitamon-Lotto       | + 0 s           |
| 5e | Sébastien Minard   | France       | RAGT Semences         | + 5 s           |
| 6e | Eugen Wacker       | Kirghizistan |                       | + 5 s           |
| 7e | Samuel Dumoulin    | France       | AG2R Prévoyance       | + 32 s          |
| 8e | Rémy Di Grégorio   | France       | La Française des jeux | + 32 s          |
| 9e | Léon van Bon       | Pays-Bas     | Davitamon-Lotto       | + 32 s          |
| 10e | Julien Mazet       | France       | Auber 93              | + 32 s          |

### 2eétape
| \| Classement de l'étape \| Classement de l'étape \| Classement de l'étape \| Classement de l'étape \| Classement de l'étape \| \| Coureur \| Coureur \| Pays \| Équipe \| Temps \| \| --------------------- \| --------------------- \| --------------------- \| ------------------------------- \| --------------------- \| \| 1er \| Leonardo Duque \| Colombie \| Jartazi Revor \| \| \| 2e \| Stéphane Pétilleau \| France \| Bretagne-Jean Floc'h \| \| \| 3e \| Mickaël Buffaz \| France \| Agritubel \| \| \| 4e \| Noan Lelarge \| France \| Bretagne-Jean Floc'h \| \| \| 5e \| William Bonnet \| France \| Auber 93 \| \| \| 6e \| Björn Leukemans \| Belgique \| Davitamon-Lotto \| \| \| 7e \| Frédéric Finot \| France \| La Française des jeux \| \| \| 8e \| Stéphane Augé \| France \| Cofidis-Le Crédit par Téléphone \| \| \| 9e \| Mickaël Malle \| France \| \| \| \| 10e \| Heath Blackgrove \| Nouvelle-Zélande \| \| \| |                    |                  |                                 |       |
| |                    |                  |                                 |       |
| Sources : ProCyclingStats Cycling Archives |                    |                  |                                 |       |
| Classement de l'étape |                    |                  |                                 |       |
| Coureur | Coureur            | Pays             | Équipe                          | Temps |
| 1er | Leonardo Duque     | Colombie         | Jartazi Revor                   |       |
| 2e | Stéphane Pétilleau | France           | Bretagne-Jean Floc'h            |       |
| 3e | Mickaël Buffaz     | France           | Agritubel                       |       |
| 4e | Noan Lelarge       | France           | Bretagne-Jean Floc'h            |       |
| 5e | William Bonnet     | France           | Auber 93                        |       |
| 6e | Björn Leukemans    | Belgique         | Davitamon-Lotto                 |       |
| 7e | Frédéric Finot     | France           | La Française des jeux           |       |
| 8e | Stéphane Augé      | France           | Cofidis-Le Crédit par Téléphone |       |
| 9e | Mickaël Malle      | France           |                                 |       |
| 10e | Heath Blackgrove   | Nouvelle-Zélande |                                 |       |

### 3eétape
| \| Classement de l'étape \| Classement de l'étape \| Classement de l'étape \| Classement de l'étape \| Classement de l'étape \| \| Coureur \| Coureur \| Pays \| Équipe \| Temps \| \| --------------------- \| ------------------------ \| --------------------- \| ------------------------------- \| --------------------- \| \| 1er \| Carl Naibo \| France \| Bretagne-Jean Floc'h \| 3 h 47 min 08 s \| \| 2e \| Luis Pérez Rodríguez \| Espagne \| Cofidis-Le Crédit par Téléphone \| + 58 s \| \| 3e \| Ludovic Turpin \| France \| AG2R Prévoyance \| + 1 min 07 s \| \| 4e \| Cristian Moreni \| Italie \| Quick Step-Innergetic \| + 1 min 11 s \| \| 5e \| José Antonio Pecharromán \| Espagne \| Quick Step-Innergetic \| + 1 min 35 s \| \| 6e \| Noan Lelarge \| France \| Bretagne-Jean Floc'h \| + 1 min 51 s \| \| 7e \| Samuel Plouhinec \| France \| Bretagne-Jean Floc'h \| + 1 min 54 s \| \| 8e \| Saul Raisin \| États-Unis \| Crédit Agricole \| + 2 min 09 s \| \| 9e \| Rémy Di Grégorio \| France \| La Française des jeux \| + 2 min 14 s \| \| 10e \| Juan Miguel Mercado \| Espagne \| Quick Step-Innergetic \| + 2 min 19 s \| |                          |            |                                 |                 |
| |                          |            |                                 |                 |
| Sources : ProCyclingStats Cycling Archives |                          |            |                                 |                 |
| Classement de l'étape |                          |            |                                 |                 |
| Coureur | Coureur                  | Pays       | Équipe                          | Temps           |
| 1er | Carl Naibo               | France     | Bretagne-Jean Floc'h            | 3 h 47 min 08 s |
| 2e | Luis Pérez Rodríguez     | Espagne    | Cofidis-Le Crédit par Téléphone | + 58 s          |
| 3e | Ludovic Turpin           | France     | AG2R Prévoyance                 | + 1 min 07 s    |
| 4e | Cristian Moreni          | Italie     | Quick Step-Innergetic           | + 1 min 11 s    |
| 5e | José Antonio Pecharromán | Espagne    | Quick Step-Innergetic           | + 1 min 35 s    |
| 6e | Noan Lelarge             | France     | Bretagne-Jean Floc'h            | + 1 min 51 s    |
| 7e | Samuel Plouhinec         | France     | Bretagne-Jean Floc'h            | + 1 min 54 s    |
| 8e | Saul Raisin              | États-Unis | Crédit Agricole                 | + 2 min 09 s    |
| 9e | Rémy Di Grégorio         | France     | La Française des jeux           | + 2 min 14 s    |
| 10e | Juan Miguel Mercado      | Espagne    | Quick Step-Innergetic           | + 2 min 19 s    |

### 4eétape
| \| Classement de l'étape \| Classement de l'étape \| Classement de l'étape \| Classement de l'étape \| Classement de l'étape \| \| Coureur \| Coureur \| Pays \| Équipe \| Temps \| \| --------------------- \| --------------------- \| --------------------- \| ------------------------------- \| --------------------- \| \| 1er \| Samuel Plouhinec \| France \| Bretagne-Jean Floc'h \| 3 h 22 min 22 s \| \| 2e \| Nicolas Vogondy \| France \| Crédit Agricole \| + 1 min 06 s \| \| 3e \| Leonardo Duque \| Colombie \| Jartazi Revor \| + 1 min 06 s \| \| 4e \| Francesco Bellotti \| Italie \| Crédit Agricole \| + 1 min 06 s \| \| 5e \| Julien Mazet \| France \| Auber 93 \| + 1 min 06 s \| \| 6e \| Luis Pérez Rodríguez \| Espagne \| Cofidis-Le Crédit par Téléphone \| + 1 min 06 s \| \| 7e \| Rémy Di Grégorio \| France \| La Française des jeux \| + 1 min 06 s \| \| 8e \| Frédéric Finot \| France \| La Française des jeux \| + 1 min 06 s \| \| 9e \| Carl Naibo \| France \| Bretagne-Jean Floc'h \| + 1 min 06 s \| \| 10e \| Juan Miguel Mercado \| Espagne \| Quick Step-Innergetic \| + 1 min 06 s \| |                      |          |                                 |                 |
| |                      |          |                                 |                 |
| Sources : ProCyclingStats Cycling Archives |                      |          |                                 |                 |
| Classement de l'étape |                      |          |                                 |                 |
| Coureur | Coureur              | Pays     | Équipe                          | Temps           |
| 1er | Samuel Plouhinec     | France   | Bretagne-Jean Floc'h            | 3 h 22 min 22 s |
| 2e | Nicolas Vogondy      | France   | Crédit Agricole                 | + 1 min 06 s    |
| 3e | Leonardo Duque       | Colombie | Jartazi Revor                   | + 1 min 06 s    |
| 4e | Francesco Bellotti   | Italie   | Crédit Agricole                 | + 1 min 06 s    |
| 5e | Julien Mazet         | France   | Auber 93                        | + 1 min 06 s    |
| 6e | Luis Pérez Rodríguez | Espagne  | Cofidis-Le Crédit par Téléphone | + 1 min 06 s    |
| 7e | Rémy Di Grégorio     | France   | La Française des jeux           | + 1 min 06 s    |
| 8e | Frédéric Finot       | France   | La Française des jeux           | + 1 min 06 s    |
| 9e | Carl Naibo           | France   | Bretagne-Jean Floc'h            | + 1 min 06 s    |
| 10e | Juan Miguel Mercado  | Espagne  | Quick Step-Innergetic           | + 1 min 06 s    |

## Classements finals

### Classement général
| \| Classement général \| Classement général \| Classement général \| Classement général \| Classement général \| \| Coureur \| Coureur \| Pays \| Équipe \| Temps \| \| ------------------ \| -------------------- \| ------------------ \| ------------------------------- \| ------------------ \| \| 1er \| Carl Naibo \| France \| Bretagne-Jean Floc'h \| 14 h 42 min 12 s \| \| 2e \| Ludovic Turpin \| France \| AG2R Prévoyance \| + 37 s \| \| 3e \| Samuel Plouhinec \| France \| Bretagne-Jean Floc'h \| + 44 s \| \| 4e \| Luis Pérez Rodríguez \| Espagne \| Cofidis-Le Crédit par Téléphone \| + 1 min 02 s \| \| 5e \| Rémy Di Grégorio \| France \| La Française des jeux \| + 2 min 23 s \| \| 6e \| Benoît Salmon \| France \| Agritubel \| + 4 min 12 s \| \| 7e \| Francesco Bellotti \| Italie \| Crédit Agricole \| + 4 min 55 s \| \| 8e \| Preben Van Hecke \| Belgique \| Davitamon-Lotto \| + 4 min 59 s \| \| 9e \| Julien Mazet \| France \| Auber 93 \| + 5 min 38 s \| \| 10e \| Cristian Moreni \| Italie \| Quick Step-Innergetic \| + 5 min 46 s \| |                      |          |                                 |                  |
| |                      |          |                                 |                  |
| Sources : ProCyclingStats Cycling Archives |                      |          |                                 |                  |
| Classement général |                      |          |                                 |                  |
| Coureur | Coureur              | Pays     | Équipe                          | Temps            |
| 1er | Carl Naibo           | France   | Bretagne-Jean Floc'h            | 14 h 42 min 12 s |
| 2e | Ludovic Turpin       | France   | AG2R Prévoyance                 | + 37 s           |
| 3e | Samuel Plouhinec     | France   | Bretagne-Jean Floc'h            | + 44 s           |
| 4e | Luis Pérez Rodríguez | Espagne  | Cofidis-Le Crédit par Téléphone | + 1 min 02 s     |
| 5e | Rémy Di Grégorio     | France   | La Française des jeux           | + 2 min 23 s     |
| 6e | Benoît Salmon        | France   | Agritubel                       | + 4 min 12 s     |
| 7e | Francesco Bellotti   | Italie   | Crédit Agricole                 | + 4 min 55 s     |
| 8e | Preben Van Hecke     | Belgique | Davitamon-Lotto                 | + 4 min 59 s     |
| 9e | Julien Mazet         | France   | Auber 93                        | + 5 min 38 s     |
| 10e | Cristian Moreni      | Italie   | Quick Step-Innergetic           | + 5 min 46 s     |

### Classements annexes
| Classement par points | Classement par points | Classement par points | Classement par points | Classement par points |
| Coureur               | Coureur               | Pays                  | Équipe                | Points                |
| --------------------- | --------------------- | --------------------- | --------------------- | --------------------- |

| Classement par points | Classement par points | Classement par points | Classement par points | Classement par points |
| Coureur               | Coureur               | Pays                  | Équipe                | Points                |
| --------------------- | --------------------- | --------------------- | --------------------- | --------------------- |

| Classement de la montagne | Classement de la montagne | Classement de la montagne | Classement de la montagne | Classement de la montagne |
| Coureur                   | Coureur                   | Pays                      | Équipe                    | Points                    |
| ------------------------- | ------------------------- | ------------------------- | ------------------------- | ------------------------- |

| Classement de la montagne | Classement de la montagne | Classement de la montagne | Classement de la montagne | Classement de la montagne |
| Coureur                   | Coureur                   | Pays                      | Équipe                    | Points                    |
| ------------------------- | ------------------------- | ------------------------- | ------------------------- | ------------------------- |

| Classement du meilleur jeune | Classement du meilleur jeune | Classement du meilleur jeune | Classement du meilleur jeune | Classement du meilleur jeune |
| Coureur                      | Coureur                      | Pays                         | Équipe                       | Temps                        |
| ---------------------------- | ---------------------------- | ---------------------------- | ---------------------------- | ---------------------------- |

| Classement du meilleur jeune | Classement du meilleur jeune | Classement du meilleur jeune | Classement du meilleur jeune | Classement du meilleur jeune |
| Coureur                      | Coureur                      | Pays                         | Équipe                       | Temps                        |
| ---------------------------- | ---------------------------- | ---------------------------- | ---------------------------- | ---------------------------- |

| Classement par équipes | Classement par équipes | Classement par équipes | Classement par équipes |
| Équipe                 | Équipe                 | Pays                   | Temps                  |
| ---------------------- | ---------------------- | ---------------------- | ---------------------- |

| Classement par équipes | Classement par équipes | Classement par équipes | Classement par équipes |
| Équipe                 | Équipe                 | Pays                   | Temps                  |
| ---------------------- | ---------------------- | ---------------------- | ---------------------- |